# Lampenhain
Lampenhain ist ein Ortsteil der Gemeinde Heiligkreuzsteinach im Odenwald. Der Ort bildet mit Vorderheubach, Bärsbach, Hilsenhain und dem kleinen Gehöft Hinterheubach die Gemarkung Lampenhain. Lampenhain gehörte bis 1840 zu Heiligkreuzsteinach und war anschließend bis zum 31. Dezember 1974 selbständig. Im Jahr 1935 kam Hinterheubach hinzu. Am 1. Januar 1975 wurde sie nach Heiligkreuzsteinach eingemeindet.

## Geographie
Der Ortsteil Lampenhain liegt im Tal der Bärsbach und des Lenzenbach, einem rechten Zufluss der Steinach. Der Ort, der sich in 300 bis 400 Metern Höhe erstreckt, mündet der Bärsbach in die Lenzenbach. Der höchste Punkt der Gemarkung Lampenhain ist der Leonhardsberg, der sich mit 536 m ü. NHN ganz im Osten befindet. Das gesamte Gemarkungsgebiet weist stark bewegte Oberflächenformen auf. Die Gemarkung Lampenhain grenzt im Norden an die hessischen Orte Trösel und Unter-Abtsteinach, im Osten an Eiterbach und Heiligkreuzsteinach, im Süden an Wilhelmsfeld, sowie im Westen an Altenbach und Wünschmichelbach.

## Geschichte
Die heutige Gemarkung Lampenhain stammt größtenteils aus dem Bezirk der Kellerei Waldeck, dessen Zentrum in Heiligkreuzsteinach lag. Seit dem Spätmittelalter war Hinterheubach davon abgetrennt. Hilsenhain hat einen anderweitigen Ursprung. Die Orte der Kellerei Waldeck wurden im 12. Jh. in das ursprünglich dem Bistum Worms gehörende und der Stadt Ladenburg als Allmende dienende Gebiet des Odenwaldes eingefügt. Bärsbach wurde zufällig als erstes 1293 erwähnt. Es folgten Lampenhain, Vorderheubach und Hohenöd im Jahre 1316. Der Name Lampenhain, urkundlich zuerst als Lampenhan, hat womöglich etwas mit einem Personennamen zu tun, der auf diesem Gebiet gelebt haben muss. Bärsbach und Lampenhain scheinen die ältesten Siedlungen zu sein, basierend auf der Vorgeschichte der Burg Waldeck und den Zehntverhältnissen. Vorder- und Hinterheubach könnten im Zusammenhang mit der Verlegung der Burg entstanden sein. Hohenöd und Altneudorf sind wohl die jüngsten Siedlungen im Bereich der Kellerei.

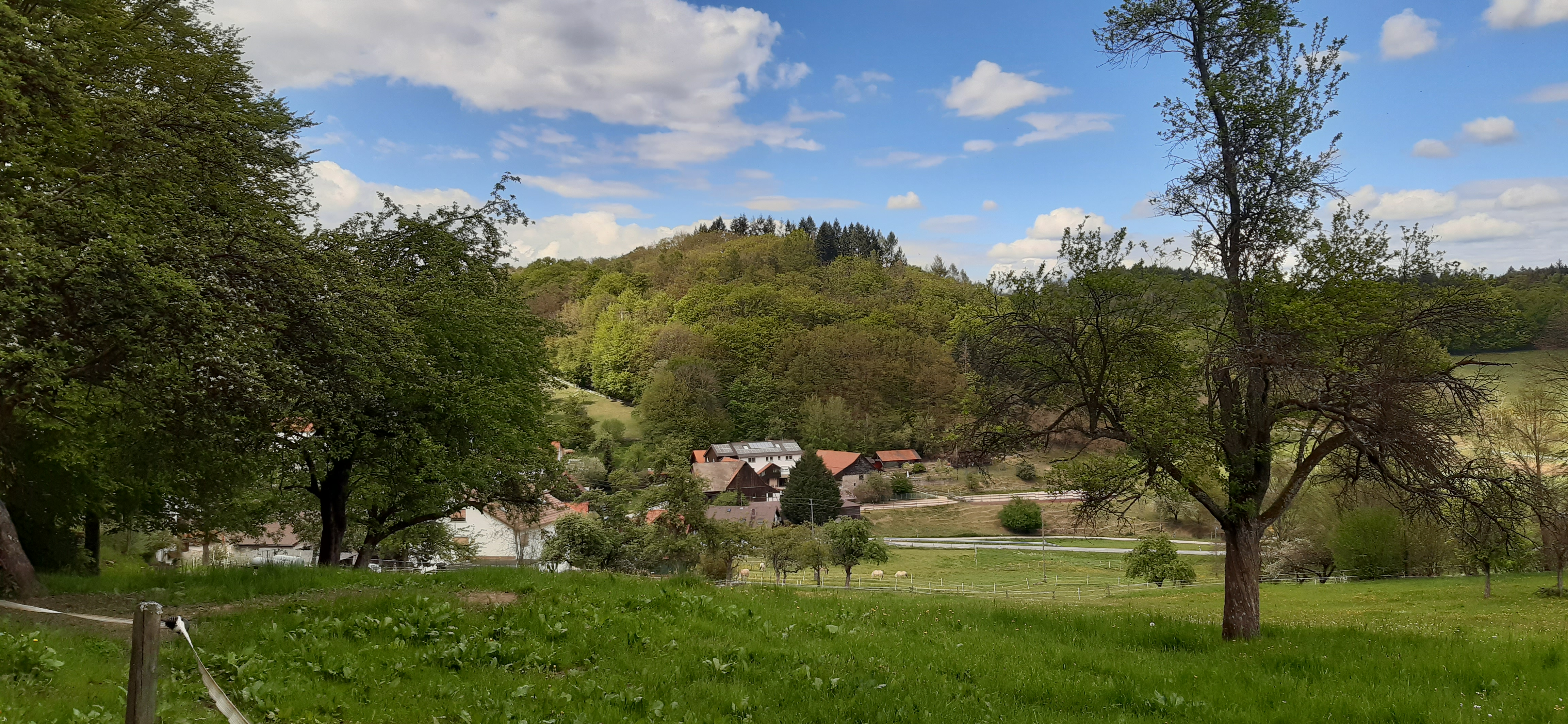
Blick auf die Burgschell (mittig) von der südlichen Talseite über Lampenhain hinweg auf den Burgstall Richtung Norden

Die Strahlenberger besaßen ihre Rodungen im Ladenburger Gemeindegut. Herrschaftszentrum scheint zunächst die Burg im Walde „Burgschell“ zwischen Lampenhain und Bärsbach gewesen zu sein. Von ihr ist heute nur noch der sehr einfache Umriss und die Halsgraben zu erkennen. Als die Burg Waldeck im 13. Jh. erbaut wurde, hatte man die Burg auf der Burgschell aufgegeben. 1316 verpfändete aber Rennewart von Strahlenburg, die Burg mit den dazugehörigen Orten an den Bischof von Worms. 1357 verkaufte Siegfried von Strahlenberg schließlich die Burg Waldeck an den Pfalzgrafen Ruprecht I. Die Pfalzgrafen veräußerten Waldeck 1388 an die Familie des Ritters Kreis von Lindenfels, erwarben es aber 1537 unter Kurfürst Ludwig V. endgültig.
Im Laufe der Jahrhunderte gab es in den einzelnen Teilorten nur wenige Huben und Bauernhöfe, die im Laufe der Zeit zerschlagen und in mehrere Hofstätten aufgeteilt wurden. Die Kriege des 17. Jahrhunderts führten zu einer Rückentwicklung der Siedlungen. Im 18. Jahrhundert gab es in den Teilorten wieder mehr Bauern, aber auch Taglöhner und Handwerker, die über Grundbesitz verfügten. Im 19. Jahrhundert hat sich die Zahl der Häuser, insbesondere im Lampenhain und Vorderheubach vermehrt. Im Gegensatz dazu blieb die Anzahl der Häuser in Bärsbach während dieser Zeit relativ konstant.
Jeder Teilort der ehemaligen Gemeinde Lampenhain hatte seine eigene Gemarkung. Sie umfasste die Grundstücke und den zunächst gemeinsamen Wald. Lampenhain bildete schon im 18. Jahrhundert zusammen mit Bärsbach, Vorderheubach und Hohenöd eine gewisse Einheit, die sogenannte Obergemeinde. Die ganze Obergemeinde einschließlich Kohlhof und Röschbacherhof, welche heute zu Altenbach gehören, waren Teil der Großgemeinde Heiligkreuzsteinach. 1828 wurde bereits der erste Antrag auf Aufteilung der Großgemeinde gestellt, wurde aber, da dies nur bei der Obergemeinde Zustimmung fand, abgelehnt. Aufgrund von verhältnismäßig größeren Wohlhabenheit 1839, wurde erneut ein Antrag zur Selbstständigkeit gestellt, da sich die Obergemeinde nicht länger durch Heiligkreuzsteinach majorisieren lassen wollten. 1840 wurde die Obergemeinde schließlich, zu der seit 1828 nun auch Hilsenhain gehörte, als eigene Gemeinde mit eigener Gemarkung von Heiligkreuzsteinach getrennt und erhielt den Namen Lampenhain. Die Obergemeinde besaß kein eigenes Vermögen und bestritt ihre Bedürfnisse nur von den Umlagen. Dagegen verfügten die Teilorte über eigene Liegenschaften oder Kapitalien. 1935 wurden die getrennten Vermögen der Teilorte nach heftigem Widerstreben zu einem einigen Gemeindevermögen vereinigt und alle Teilgemarkungen innerhalb der Gesamtgemarkung wurden aufgelöst. Gleichzeitig wurde Hinterheubach der Gemeinde Lampenhain zugewiesen, während der Waldecker Schlosswald (ehemals Hohenöd) als Entschädigung an Altenbach ging.

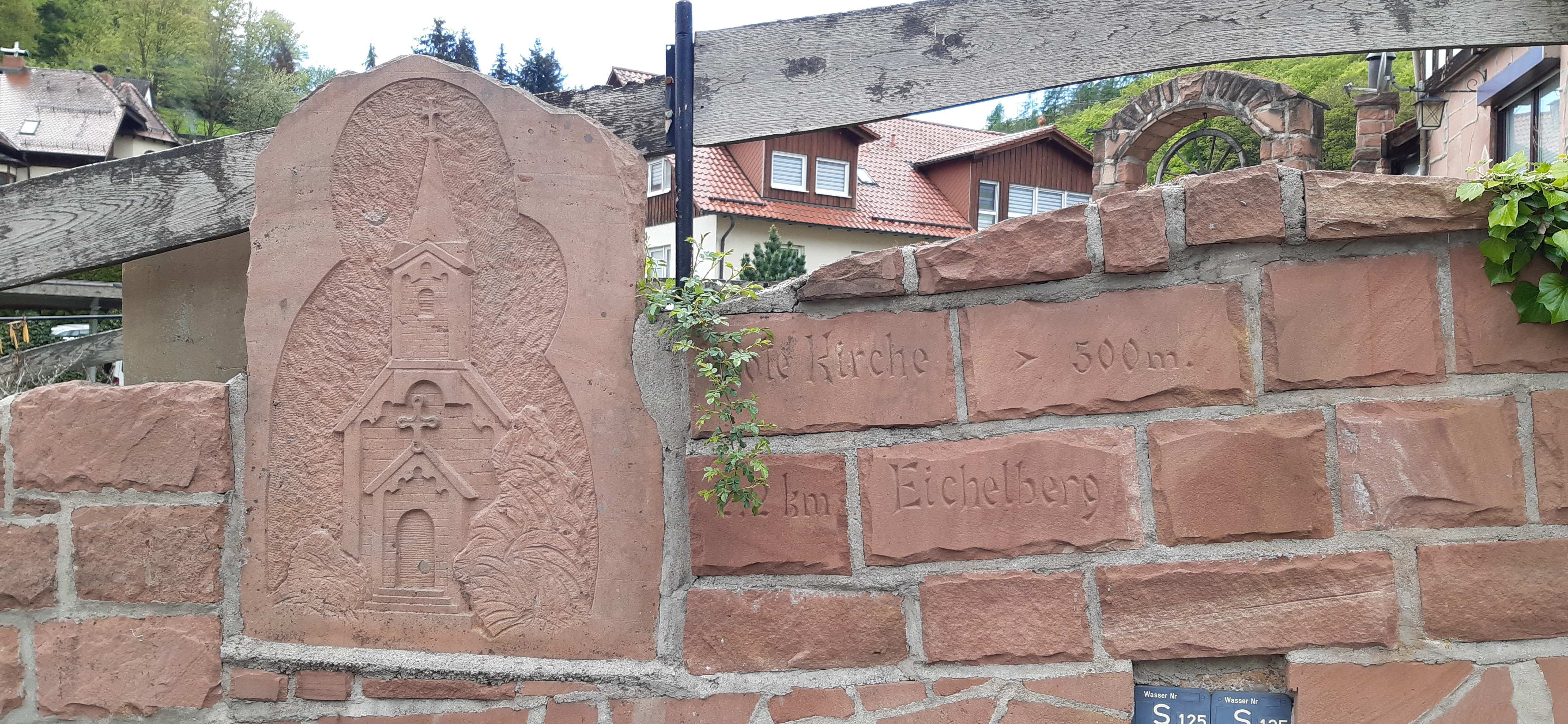
Wegweiser an der Ecke Helmut-Frey-Straße. Sie zeigt eine Abbildung der ehemaligen roten Kirche zu Lampenhain.

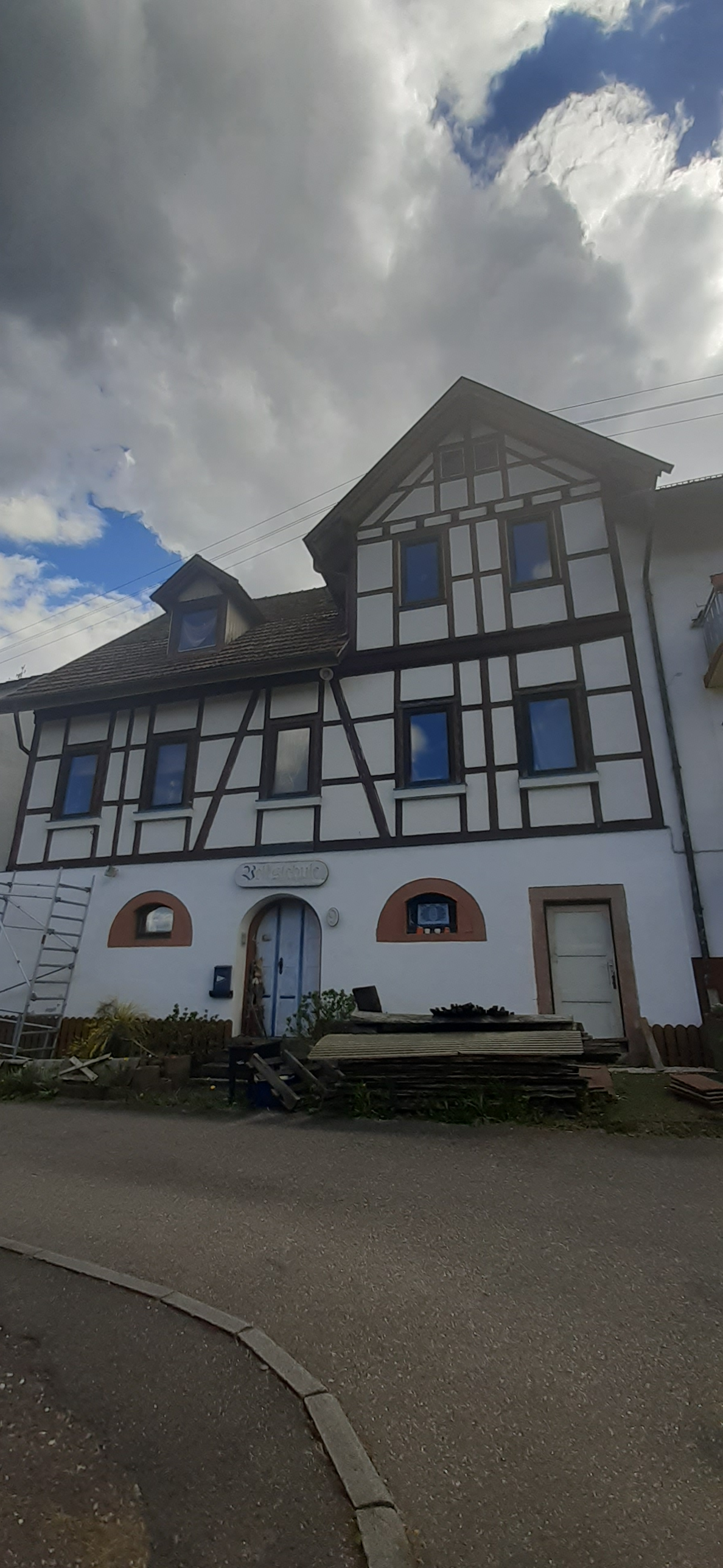
Die ehemalige Volksschule, die heute in der Oberdorfstraße zu einem Wohnhaus umgebaut wurde.

Lampenhain hatte zu Ausgang des Mittelalters eine eigene Filialkirche. Sie stand wohl etwas oberhalb des Ortes, wo heute noch der Flurname „Rote Kirche“ daran erinnert. 1523 wurde ein Vertrag zwischen dem Pfarrer und seinen Kirchengeschworenen geschlossen, bei dem festgelegt wurde, dass der Pfarrer ein Drittel seiner Einkünfte der Kirche erhalte und den Rest für die Kirche angelegt werden sollte. Nach der Reformation wird die Kapelle wohl eingegangen sein. An derselben Stelle haben die Katholiken ein Kreuz aufgestellt, zu dem der Kirchsprengel Ende des 18. Jahrhunderts manchmal noch Wallfahrten unternommen hat.
Der Ort hatte neben Hilsenhain ab Ende des 18. Jh. eine eigene reformierte Schule. Bärsbacher Kinder besuchten bis Mitte des 19. Jh. die Schule in Lampenhain. Die übrigen Ortsteile gehörten schulisch zu Heiligkreuzsteinach. Im Mai 1965 besuchten noch 22 Schüler die Einlehrerschule in Lampenhain, die dann kurze Zeit später schloss.
Nach dem Ersten Weltkrieg wurde das Stromnetz im Ort verlegt. Die Müllabfuhr wurde 1965 eingerichtet. Seit ca. 1930 verfügte die Gemeinde über ein in einem Kleinbauernhaus eingerichtetes Rathaus, welches 1967 durch ein unmittelbar angrenzendes neues Rathaus ersetzt werden konnte. Nach Wiedereingemeindung zur Gemeinde Heiligkreuzsteinach im Jahr 1975, wird das Rathaus für Veranstaltungen, die Freiwillige Feuerwehr und für die Verwaltung und Chorproben des GV Liederkranz Lampenhain 1919 e.v. benutzt.

### Einwohnerentwicklung
Wie in der ganzen Kellerei Waldeck waren die Bewohner Lampenhains Leibeigene des Burgherren. Neben diesen lebten auch viele des Hauses Lindenfels in der Gemeinde. Nach einem langsamen Wachstum im 18. und in der ersten Hälfte des 19. Jahrhunderts trat von 1870 an ein leichter abwanderungsbedingter Rückgang ein, der nur kurz zwischen 1880 und 1900 unterbrochen wurde. Erst der Flüchtlingszustrom hat von 1946 an die Bevölkerungszahlen wieder wachsen lassen. Insgesamt lebten 1950, 128 Vertriebene in der Gemeinde, davon stammten 92 aus dem Sudetenland und 33 aus Ungarn. In den folgenden Jahren setzte aber durch die schlechte Verkehrslage ein Rückgang ein, der aber seither durch die Motorisierung und den Bau von neuen Häusern wieder ausgeglichen wurde.

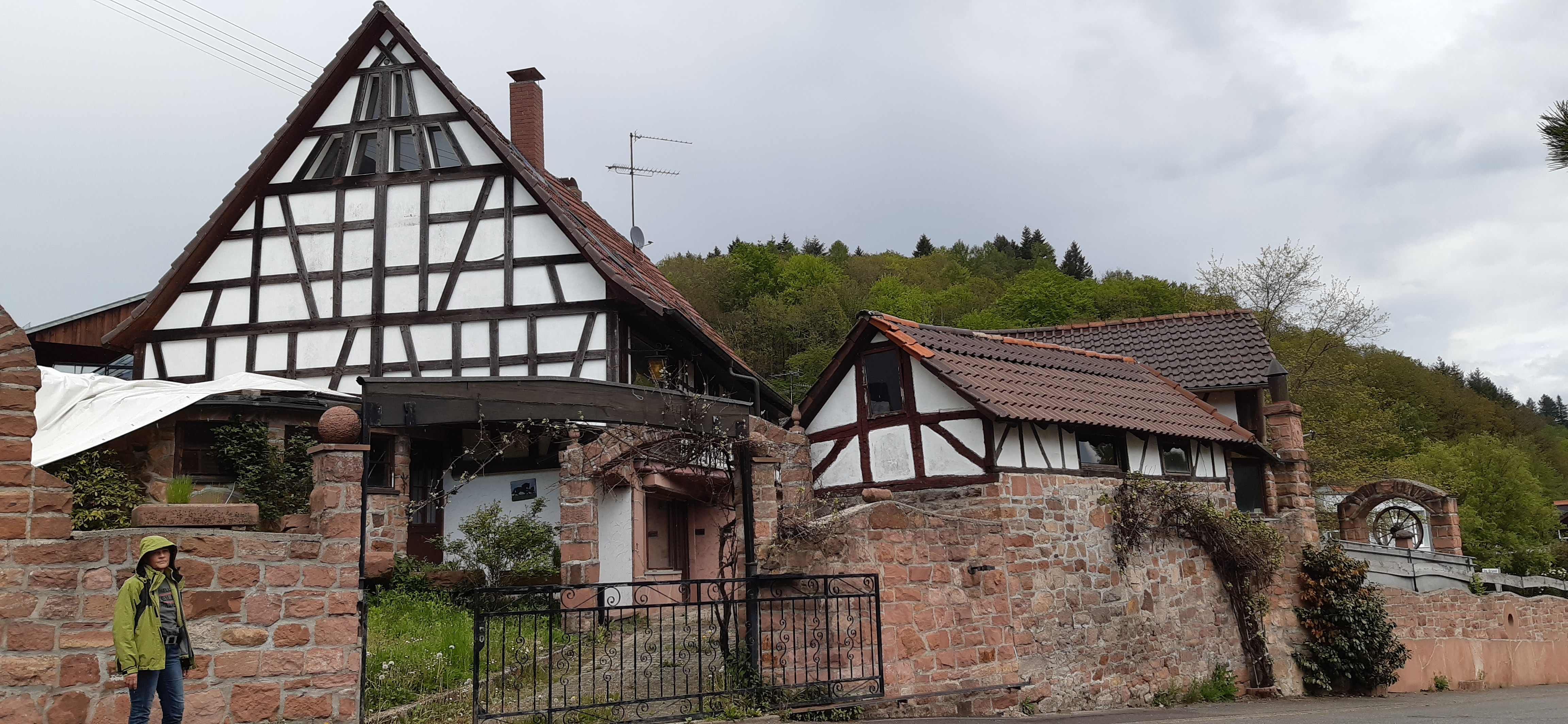
Typisches Odenwälder Fachwerkhaus an der Ecke Helmut-Frey-Straße zum Weg Im Grund.

| Jahr                                                  | 1577 | 1727 | 1777 | 1818 | 1834 | 1852 | 1875 | 1905 | 1925 | 1939 | 1950 | 1961 | 1965 | 1970 | 1993 | 2014 | 2022 |
| ----------------------------------------------------- | ---- | ---- | ---- | ---- | ---- | ---- | ---- | ---- | ---- | ---- | ---- | ---- | ---- | ---- | ---- | ---- | ---- |
| Einwohner des Ortes Lampenhain                        | -    | -    | -    | 089  | -    | 136  | 177  | 152  | -    | -    | 179  | 161  | -    | -    | 361  | 308  | 261  |
| Einwohner der Gemeinde Lampenhain                     | -    | -    | -    | 205  | 315  | 361  | 443  | 418  | 404  | 383  | 493  | 441  | 483  | 527  | -    | -    | -    |
| Einwohner der Obergemeinde (bis 1818 ohne Hilsenhain) | 085  | 116  | 175  | 186  | 326  | 339  | 422  | 397  | 384  | -    | -    | -    | -    | -    | -    | -    | -    |